# Celtis solenostigma
Celtis solenostigma là một loài thực vật có hoa trong họ Cannabaceae. Loài này được Unwin mô tả khoa học đầu tiên năm 1920.